# كارين فارلي
كارين فارلي (بالإنجليزية: Karen Farley)‏ (2 سبتمبر 1970 بإنجلترا في المملكة المتحدة - ) هي لاعبة كرة قدم بريطانية في مركز الهجوم. شاركت مع منتخب إنجلترا لكرة القدم للسيدات. أما مع النوادي، فقد لعبت مع Lindsdals IF ‏ وTyresö FF ‏ وHammarby Fotboll (women) ‏ وMillwall Lionesses L.F.C. ‏.

## وصلات خارجية
- كارين فارلي على موقع الاتحاد الدولي (مؤرشف)  (الإنجليزية)
- كارين فارلي على موقع قاعدة بيانات كرة القدم.إي يو (الإنجليزية)
- كارين فارلي على موقع Soccerway.com (الإنجليزية)
- كارين فارلي على موقع عالم كرة القدم.نت (الإنجليزية)